# Брати Масеру
Футбольний клуб «Брати Масеру» або просто «Брати Масеру» (англ. Maseru Brothers Football Club) — футбольний клуб з міста Масеру. 

## Історія
Він був заснований в 1970 році в столиці держави місті Масеру під назвою «Масеру Юнайтед», а з 1980 року виступає під своєю нинішньою назвою. «Масеру Юнайтед» був першим чемпіоном Прем'єр-ліги Лесото в 1970 році, з тих пір клуб ще 3 рази ставав переможцем вищого дивізіону національного чемпіонату. Команда також 4 рази перемагала в національному Кубку.
ФК «Брати Масеру» 4 рази виступав на міжнародній арені, де найкращого результату команда досягла в 1979 році, коли у Кубку володарів кубків КАФ дійшла до другого раунду.

## Досягнення
- Прем'єр-ліга
  -  Чемпіон (3): 1970, 1976, 1981

- Кубок Лесото
  -  Володар (4): 1978, 1981, 1982, 1995

## Статистика виступів на континентальних турнірах
| Сезон | Турнір                       | Раунд      | Клуб               | Вдома | На виїзді | Загалом    |
| ----- | ---------------------------- | ---------- | ------------------ | ----- | --------- | ---------- |
| 1971  | Кубок африканських чемпіонів | 1          | Таматаве           | 1-2   | 2-3       | 3-5        |
| 1977  | Кубок африканських чемпіонів | 1          | Муфуліла Вондерерз | 2-2   | 1-1       | 3-3 (в.г.) |
| 1979  | Кубок володарів кубків КАФ   | 1          | Нотвейн            | 2-1   | 4-5       | 6-6 (в.г.) |
| 1979  | Кубок володарів кубків КАФ   | 2          | Сотема             | 0-1   | 1-4       | 1-5        |
| 1982  | Кубок африканських чемпіонів | Попередній | Мхлуме Пісмейкерс  | 2-2   | 0-1       | 2-3        |